# Coupe nationale de rugby à XV 1938-1939
Navigation
Coupe nationale 1937-1938 Coupe nationale 1940-1941
L'édition 1938-1939 de la coupe nationale est la 3e édition de la Coupe nationale.

## Tableau final
|  | Quarts de finale          | Quarts de finale       | Quarts de finale           | Quarts de finale       |                  |                  | Demi-finales          | Demi-finales          | Demi-finales          | Demi-finales          |  |  | Finale              | Finale              | Finale              | Finale              |
|  |                           |                        |                            |                        |                  |                  |                       |                       |                       |                       |  |  |                     |                     |                     |                     |
|  | 1 janvier 1939, Tarbes    | 1 janvier 1939, Tarbes | 1 janvier 1939, Tarbes     | 1 janvier 1939, Tarbes |                  |                  | 29 janvier 1939, Lyon | 29 janvier 1939, Lyon | 29 janvier 1939, Lyon | 29 janvier 1939, Lyon |  |  | 12 mars 1939, Paris | 12 mars 1939, Paris | 12 mars 1939, Paris | 12 mars 1939, Paris |
|  | 1 janvier 1939, Tarbes    | 1 janvier 1939, Tarbes | 1 janvier 1939, Tarbes     | 1 janvier 1939, Tarbes |                  |                  | 29 janvier 1939, Lyon | 29 janvier 1939, Lyon | 29 janvier 1939, Lyon | 29 janvier 1939, Lyon |  |  | 12 mars 1939, Paris | 12 mars 1939, Paris | 12 mars 1939, Paris | 12 mars 1939, Paris |
|  | Pyrénées-Bigorre          | Pyrénées-Bigorre       | 21                         | 21                     |                  |                  | 29 janvier 1939, Lyon | 29 janvier 1939, Lyon | 29 janvier 1939, Lyon | 29 janvier 1939, Lyon |  |  | 12 mars 1939, Paris | 12 mars 1939, Paris | 12 mars 1939, Paris | 12 mars 1939, Paris |
|  | Pyrénées-Bigorre          | Pyrénées-Bigorre       | 21                         | 21                     |                  |                  | 29 janvier 1939, Lyon | 29 janvier 1939, Lyon | 29 janvier 1939, Lyon | 29 janvier 1939, Lyon |  |  | 12 mars 1939, Paris | 12 mars 1939, Paris | 12 mars 1939, Paris | 12 mars 1939, Paris |
|  | Centre-Limousin           | Centre-Limousin        | 7                          | 7                      |                  |                  | 29 janvier 1939, Lyon | 29 janvier 1939, Lyon | 29 janvier 1939, Lyon | 29 janvier 1939, Lyon |  |  | 12 mars 1939, Paris | 12 mars 1939, Paris | 12 mars 1939, Paris | 12 mars 1939, Paris |
|  | Centre-Limousin           | Centre-Limousin        | 7                          | 7                      | Pyrénées-Bigorre | Pyrénées-Bigorre | 3                     | 3                     |                       |                       |  |  | 12 mars 1939, Paris | 12 mars 1939, Paris | 12 mars 1939, Paris | 12 mars 1939, Paris |
|  | 31 décembre 1938, Paris   |                        |                            |                        | Pyrénées-Bigorre | Pyrénées-Bigorre | 3                     | 3                     |                       |                       |  |  | 12 mars 1939, Paris | 12 mars 1939, Paris | 12 mars 1939, Paris | 12 mars 1939, Paris |
|  |                           |                        | Lyonnais-Bourgogne         | Lyonnais-Bourgogne     | 0                | 0                |                       |                       |                       |                       |  |  | 12 mars 1939, Paris | 12 mars 1939, Paris | 12 mars 1939, Paris | 12 mars 1939, Paris |
|  | Lyonnais-Bourgogne        | Lyonnais-Bourgogne     | Lyonnais-Bourgogne         | Lyonnais-Bourgogne     | 0                | 0                | 17                    | 17                    |                       |                       |  |  | 12 mars 1939, Paris | 12 mars 1939, Paris | 12 mars 1939, Paris | 12 mars 1939, Paris |
|  | Lyonnais-Bourgogne        | Lyonnais-Bourgogne     | 29 janvier 1939, Perpignan |                        |                  |                  | 17                    | 17                    |                       |                       |  |  | 12 mars 1939, Paris | 12 mars 1939, Paris | 12 mars 1939, Paris | 12 mars 1939, Paris |
|  | Paris-Atlantique          | Paris-Atlantique       | 0                          | 0                      |                  |                  |                       |                       |                       |                       |  |  | 12 mars 1939, Paris | 12 mars 1939, Paris | 12 mars 1939, Paris | 12 mars 1939, Paris |
|  | Paris-Atlantique          | Paris-Atlantique       | 0                          | 0                      | Pyrénées-Bigorre | Pyrénées-Bigorre | 14                    | 14                    |                       |                       |  |  |                     |                     |                     |                     |
|  | 1 janvier 1939, Bordeaux  |                        |                            |                        | Pyrénées-Bigorre | Pyrénées-Bigorre | 14                    | 14                    |                       |                       |  |  |                     |                     |                     |                     |
|  |                           |                        | Côte basque                | Côte basque            | 8                | 8                |                       |                       |                       |                       |  |  |                     |                     |                     |                     |
|  | Côte basque               | Côte basque            | Côte basque                | Côte basque            | 8                | 8                | 22                    | 22                    |                       |                       |  |  |                     |                     |                     |                     |
|  | Côte basque               | Côte basque            |                            |                        |                  |                  |                       |                       |                       |                       |  |  |                     |                     |                     |                     |
|  | Guyenne-Gascogne          | Guyenne-Gascogne       | 6                          | 6                      |                  |                  |                       |                       |                       |                       |  |  |                     |                     |                     |                     |
|  | Guyenne-Gascogne          | Guyenne-Gascogne       | 6                          | 6                      | Côte basque      | Côte basque      | 10                    | 10                    |                       |                       |  |  |                     |                     |                     |                     |
|  | 1 janvier 1939, Perpignan |                        |                            |                        | Côte basque      | Côte basque      | 10                    | 10                    |                       |                       |  |  |                     |                     |                     |                     |
|  |                           |                        | Languedoc-Roussillon       | Languedoc-Roussillon   | 9                | 9                |                       |                       |                       |                       |  |  |                     |                     |                     |                     |
|  | Languedoc-Roussillon      | Languedoc-Roussillon   | Languedoc-Roussillon       | Languedoc-Roussillon   | 9                | 9                | 9                     | 9                     |                       |                       |  |  |                     |                     |                     |                     |
|  | Languedoc-Roussillon      | Languedoc-Roussillon   |                            |                        |                  |                  |                       | 9                     |                       |                       |  |  |                     |                     |                     |                     |
|  | Alpes-Provence            | Alpes-Provence         | 3                          | 3                      |                  |                  |                       |                       |                       |                       |  |  |                     |                     |                     |                     |
|  | Alpes-Provence            | Alpes-Provence         | 3                          | 3                      |                  |                  |                       |                       |                       |                       |  |  |                     |                     |                     |                     |
|  |                           |                        |                            |                        |                  |                  |                       |                       |                       |                       |  |  |                     |                     |                     |                     |

## Finale
| 12 mars 1939 | Pyrénées-Bigorre | 14 - 8, | Côte basque | Parc des Princes, Paris |
| 12 mars 1939 |                  |         |             | Parc des Princes, Paris |
| 12 mars 1939 |                  |         |             | Parc des Princes, Paris |

| Pyrénées-Bigorre Titulaires Maurel 15 Robert Tourte 14 Louis Dattas 13 Georges Libaros 12 Crampagne 11 Pierre Gaussens 10 Peyrelade 9 Henri Clarac 8 Joseph Dutrey 7 Jean Davant 6 Antonin Delque 5 Andrieu 4 François Méret 3 Demay 2 Brandam 1 |  |  |  | Côte basque Titulaires 15 Henri Haget 14 Maurice Celhay 13 Malagarie 12 Auguste Lassalle 11 Georges Élissalde 10 Edmond Élissalde 9 Michel Capendeguy 8 Félix Boudon 7 Laxalt 6 Gaston Lasserre 5 Jean-Baptiste Lefort 4 Jean Saldaqui 3 Francis Daguerre 2 Alfred Guiné 1 Édouard Ainciart |